# Koncert za trobento in orkester (Joseph Haydn)
Joseph Haydn: Koncert za trobento in orkester, Es-dur, H VII d.
Haydn (1732–1809) je koncert za trobento v Es-duru napisal leta 1796 za svojega prijatelja, trobentača Antona Weidingerja, ki je malo predtem izumil nov sistem zaklopk za trobento. Ta iznajdba je omogočila, da se je trobenta rešila  »priklenjenosti« na zaporedja naravnih alikvotnih tonov. Od tedaj je bilo torej na tem instrumentu mogoče izvajati lestvice in kromatične pasaže v vseh registrih. Haydn je možnosti povsem izkoristil. Takoj po uvodnem preigravanju alikvotnih tonov je za solista predvidel ponovitev teme, ki jo sicer prvič zaigrajo violine in vsebuje prav vse tone Es-durove lestvice, naslednje pasaže pa so vsebovale tudi vse kromatične vmesne tone eno- in dvakrat črtane oktave. Tudi spevni drugi stavek – sicer se bolj kot tehniki trobil prilega tehniki godal – ter duhoviti in natančno odmerjeni finale sta solistu nalagala za tisti čas neverjetno zahtevno nalogo. Weidinger je moral zaradi Haydna svojo mehaniko dodatno izboljšati in tako je bil koncert prvič izveden šele leta 1800. Koncert je še danes eno temeljnih del za trobento in omogoča solistu, da pokaže vse svoje kvalitete.

## Stavki
- I. Allegro
- II. Andante
- III. Finale-Allegro (Rondo)